# Nezabyvaemoe
Nezabyvaemoe (Незабываемое) è un film del 1967 diretto da Julija Ippolitovna Solnceva.